# Paracardiophorus carduelis
Paracardiophorus carduelis is een keversoort uit de familie kniptorren (Elateridae). De wetenschappelijke naam van de soort is voor het eerst geldig gepubliceerd in 1864 door Candèze.